# Чиновник по надзору за бедными
Чиновник по надзору за бедными (англ. relieving officer) — чиновник, находившийся на службе у приходских властей в Великобритании. Исполнял функции проверки нуждаемости людей, которые обращались за помощью к попечительскому совету прихода, также занимался исполнением решений совета. При приёме на данную должность власти, по большому счёту, не заботились о проверке добросовестности претендующего. Сам чиновник возлагал исполнение проверок такому должностному лицу как бидл.
Должность введена английским Законом о бедных 1834 года. Закон устанавливал новые административные единицы — Союзы по закону о бедных (Poor Law Unions), в которые объединялись английские и уэльские приходы. В каждом Союзе должен быть построен работный дом, который служил основным источником предоставления социальной помощи. В обязанности чиновника входили: предоставление помощи бедным, еженедельный отчёт перед выборным попечительским советом (Board of Guardians), учёт всех операций и проживание в поднадзорном районе. Он посещал пожилых, больных и неработоспособных граждан, оценивал условия их жизни и в необходимых случаях предлагал помощь (деньги, продукты питания). Также чиновник мог выдать предписание на помещение в работный дом.
Аналогичная должность существовала в Ирландии, введённая Законом о помощи бедным 1847 года. Чиновник посещал дома заявителей, оценивал состояние здоровья, способность работать и сообщал о результатах попечительскому совету. В случае срочной необходимости чиновник имел право предоставить временную помощь, но с одобрения попечительского совета на очередном заседании. Чиновник не имел права заниматься торговлей, бизнесом или другой профессиональной деятельностью. Комиссия по делам бедных (Poor Law Commission) стремилась предотвратить необъективность чиновника при распределении помощи бедным, которые могли пытаться снискать его расположение — он должен был обладать теми же качествами, что полицейский.
Кроме того, чиновник обеспечивал доставку бедных людей с психическими проблемами (pauper lunatics) в психиатрическую лечебницу. Большинство занятых на этой должности были мужчинами.